# Tim Rowse
Timothy „Tim“ Michael Rowse ist ein australischer Professor.

## Werdegang
1974 erhielt Rowse einen Bachelor-Titel an der Universität Sydney, 1977 den Master an der Flinders University in South Australia und 1991 den Doktor an der Universität Sydney.
Seit den frühen 1980er-Jahren konzentrierte sich seine Forschung auf die Beziehungen zwischen Indigenen und anderen Australiern in Zentralaustralien, wo er von 1989 bis 1996 lebte, und in der nationalen Politik. Aus den Forschungen heraus entstanden in den 1990er-Jahren zwei Bücher über das Leben und Werk von H. C. Coombs, dem ersten Präsidenten der Reserve Bank of Australia.
Seine Publikationen befassen sich vor allem mit historischen Themen. Er forschte vor allem zur australischen Geschichte, insbesondere die einheimische Kolonialgeschichte; und die australische Geschichte des 20. Jahrhunderts, einschließlich der Regierungspolitik gegenüber den Aborigines und der Reaktionen der Aborigines auf die Kolonialisierung, Kulturpolitik, und die Geschichte der amtlichen Statistiken.
An der University of Western Sydney war Rowse Professor an der School of Humanities and Communication Arts und emeritierter Professor am Institute for Culture and Society. Außerdem lehrte er an der Macquarie University, der Australian National University und der Harvard University, wo er von 2003 bis 2004 den Lehrstuhl für Australische Studien innehatte. Zudem nahm er an Forschungsprojekten teil an der Universität Sydney, der Universität Melbourne, der University of Queensland und der Australian National University.

## Engagement für Osttimor
Als Teil einer Delegation des Studentenwerkes besuchte Tim Rowse im März 1975 das damalige Portugiesisch-Timor, das auf die Unabhängigkeit vorbereitet wurde. Rowse traf die jungen Führer der Unabhängigkeitsbewegung und berichtete, zurück in Australien, von deren Anstrengungen, ein unabhängiges Land nach dem Ende der portugiesischen Kolonialherrschaft zu schaffen. Zusammen mit Bob Boughton und anderen australischen Studenten gründete er eine Unterstützergruppe. Sie waren geschockt, als Indonesien in Osttimor einmarschierte und es annektierte. Über Radio Maubere erfuhr man von den Gewalttaten während des Guerillakrieges. In dieser Zeit war Rowse Mitglied der Communist Party of Australia (CPA).

## Veröffentlichungen (Auswahl)
- L. Bamblett, F. Myers, T. Rowse (Hrsg.): The difference identity makes: Indigenous cultural capital and Australian cultural fields. Aboriginal Studies Press, Canberra 2019.
- T. Rowse: A short and simple provisional code: the pastoralist as "protector". In: S. Furphy, A. Nettelbeck (Hrsg.): Aboriginal protection and its intermediaries in Britain’s Antipodean colonies. Routledge, New York/ London 2019, S. 175–193.
- T. Rowse, A. Pertierra: From white nation to white caution: non-Indigenous reflections on Indigenous difference. In: Journal of Australian Studies. 2019, doi:10.1080/14443058.2019.1640769.
- T. Rowse: The moral world of the Native Mounted Police. In: Law & History. vol. 5, no. 1, 2018, S. 1–23.
- T. Rowse, E. Waterton: The “difficult heritage” of the Native Mounted Police. Memory Studies, 2018, doi:10.1177/1750698018766385.
- T. Rowse: The statistical table as colonial knowledge. In: Itinerario. vol. 41, no. 1, 2017, S. 51–73.
- T. Rowse: Indigenous and other Australians since 1901. NewSouth Press, Sydney 2017.
- T. Rowse: The indigenous redemption of liberal universalism. In: Modern Intellectual History. vol. 12, no. 3, 2015, S. 579–603.
- L. Ford, T. Rowse: Between settler and indigenous governance. Routledge, London 2012.
- M. Goot, T. Rowse: Divided nation? Indigenous affairs and the imagined public. Melbourne University Press, Carlton 2007.

## Auszeichnungen
- 2003 Verleihung der Hundertjahrfeier-Medaille der australischen Regierung für Arbeiten in der australischen und indigenen Forschung.
- 2010 Verleihung des Henry-Mayer-Preises durch die Australian Political Studies Association für den besten Artikel, der 2009 in der APSA-Zeitschrift Australian Journal of Political Studies veröffentlicht wurde.
- 2018 nominiert für den Ernest-Scott-Preis und für den Preis des Premierministers für australische Geschichte für indigene und andere Australier seit 1901
- Mitglied des Australian Institute of Aboriginal and Torres Strait Islander Studies
- Mitglied der Australian Academy of Humanities
- Mitglied der Australian Social Science Academy[1]